# Jakobovy lípy
Jakobovy lípy jsou památné stromy u Bochova v okrese Karlovy Vary v Karlovarském kraji, jihovýchodně od Karlových Varů. Skupina pěti lip malolistých (Tilia cordata) roste u barokního kostela svatého Jakuba, asi 1 km jihozápadně od centra města na území zaniklé vsi Krosnov. Kmeny lip mají obvod 440, 393, 453, 366 a 542 cm (měření 2004). Stromy jsou chráněny od roku 2005 pro svůj vzrůst.

## Galerie

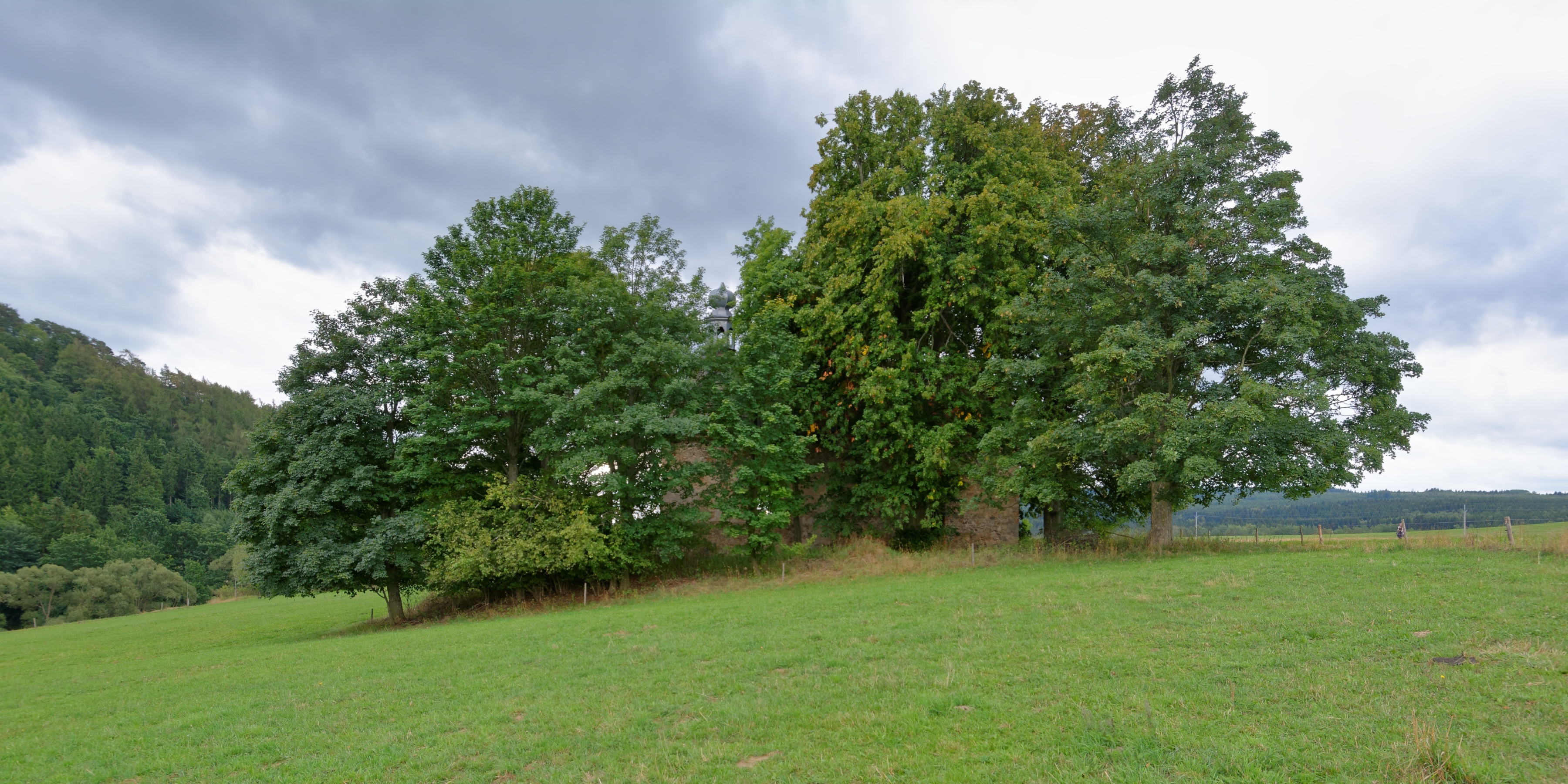
Jakobovy lípy v létě

## Stromy v okolí
- Klen na hřbitově
- Žalmanovská lípa